# Ville-aux-Bois
Ville-aux-Bois (bis zum 10. Januar 2025 La Ville-aux-Bois) ist eine französische Gemeinde mit 28 Einwohnern (Stand: 1. Januar 2022) im Département Aube in der Region Grand Est. Sie gehört zum Arrondissement Bar-sur-Aube und zum Kanton Bar-sur-Aube.
Sie ist umgeben von den Nachbargemeinden Épothémont im Nordwesten, Rives Dervoises im Nordosten, Ceffonds im Südosten, Soulaines-Dhuys im Süden und Morvilliers im Südwesten.
Im Südwesten hat die Gemeinde einen Anteil am 1992 errichteten Atommüll-Endlager Centre de l’Aube.

## Bevölkerungsentwicklung
| Jahr                       | 1962 | 1968 | 1975 | 1982 | 1990 | 1999 | 2008 | 2018 |
| -------------------------- | ---- | ---- | ---- | ---- | ---- | ---- | ---- | ---- |
| Einwohner                  | 17   | 12   | 11   | 14   | 18   | 12   | 19   | 27   |
| Quellen: Cassini und INSEE |      |      |      |      |      |      |      |      |

## Nachweise
1. ↑  Décret n° 2025-34 du 8 janvier 2025 portant changement du nom de communes, legifrance.gouv.fr, abgerufen am 20. Januar 2025